# North Guwahati
North Guwahati là một thị xã và là nơi đặt ủy ban khu vực thị xã (town area committee) của quận Kamrup thuộc bang Assam, Ấn Độ.

## Nhân khẩu
Theo điều tra dân số năm 2001 của Ấn Độ, North Guwahati có dân số 16.131 người. Phái nam chiếm 53% tổng số dân và phái nữ chiếm 47%. North Guwahati có tỷ lệ 73% biết đọc biết viết, cao hơn tỷ lệ trung bình toàn quốc là 59,5%: tỷ lệ cho phái nam là 78%, và tỷ lệ cho phái nữ là 68%. Tại North Guwahati, 10% dân số nhỏ hơn 6 tuổi.